# Planococcus planococcoides
Planococcus planococcoides är en insektsart som först beskrevs av Borchsenius 1962.  Planococcus planococcoides ingår i släktet Planococcus och familjen ullsköldlöss. Inga underarter finns listade i Catalogue of Life.